# Pecsenyeska
Pecsenyecska, 1912 és 1918 között Csernabesenyő (románul: Pecinișca, [petʃi'niʃka]) falu Romániában, a Bánátban, Krassó-Szörény megyében.

## Fekvése
Herkulesfürdőtől három kilométerre délnyugatra, a Cserna folyó és a Belareka összefolyásánál fekszik.

## Nevének eredete
Nevét a besenyőkről kapta. 1540-ben Pechenezka, 1690–1700-ban Pecsenicska, 1769-ben Pecsineska, 1829-ben Pecsenyeska, 1840-ben Pechelnischka, 1878-ban Pecseneszka alakban írták.

## Története
1773-tól a bánsági illír–román határőrezred mehádiai századához tartozott. Bortermelő falu volt. Lakói hamar kihasználták Herkulesfürdő nemzetközi fürdőhely mivoltát, és a fürdővendégeknek tejet, gyümölcsöt, zöldséget, virágot, baromfit és mézet árultak. Közigazgatásilag 1972-ben csatolták a városhoz.
1880-ban 578 lakosából 532 volt román és 17 német anyanyelvű; 543 ortodox és 31 római katolikus vallású.
2002-ben 623 lakosából 617 volt román és 5 cseh nemzetiségű; 599 ortodox, 16 pünkösdista és 5 római katolikus vallású.

## Látnivalók
- A Pecsenyeska patak karsztos, rövid szurdokvölgye.
- Ungurului-barlang.

## Gazdasága

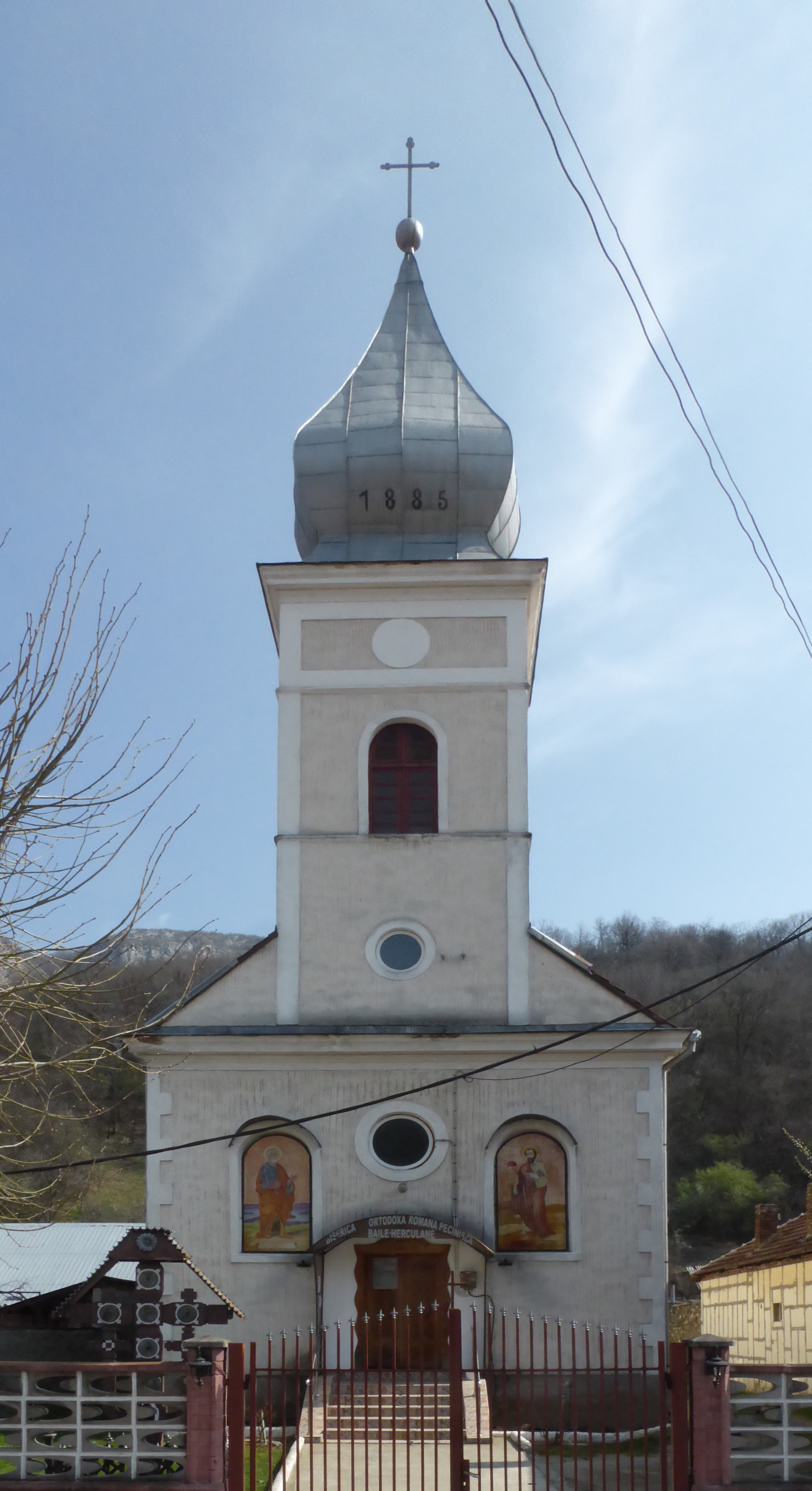
Ortodox templom

- Turizmus, kőbánya.